# Hyphessobrycon

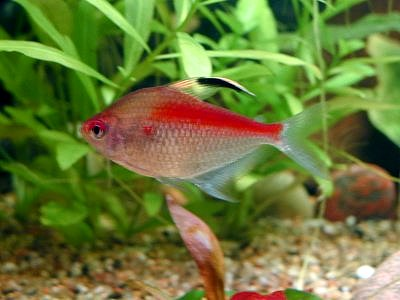
Vörösfoltos pontylazac (Hyphessobrycon erythrostigma)

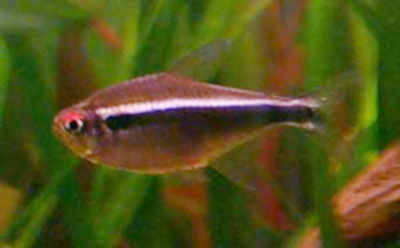
Fekete neonhal (Hyphessobrycon herbertaxelrodi)

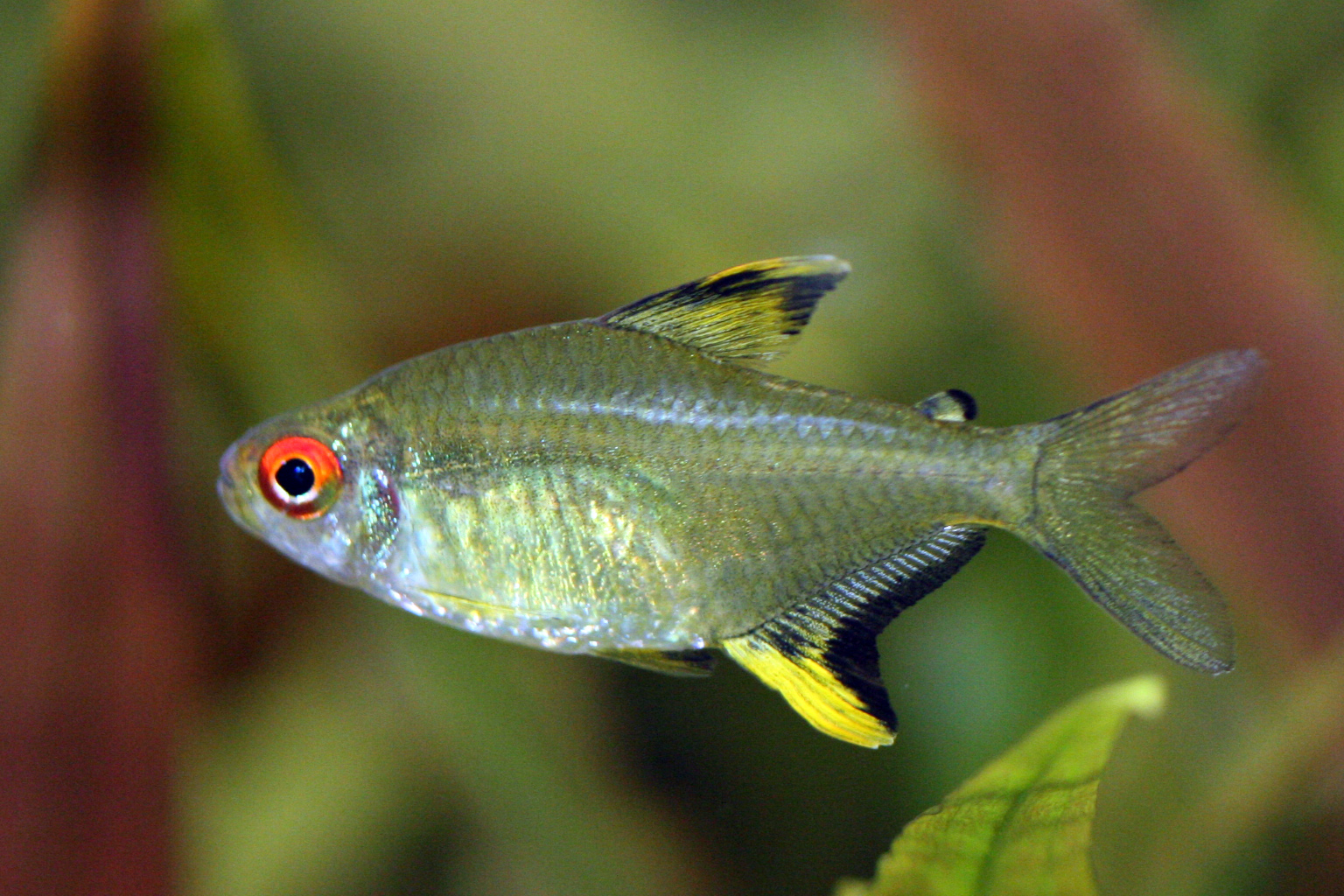
Citromlazac (Hyphessobrycon pulchripinnis)

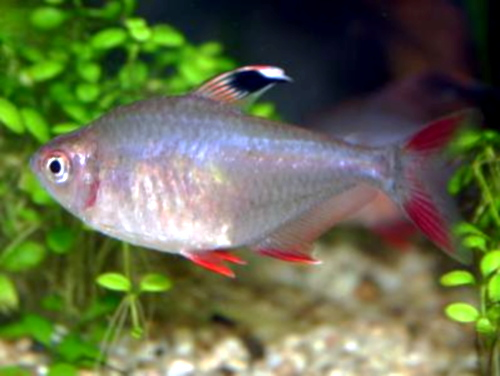
Rózsalazac (Hyphessobrycon rosaceus)

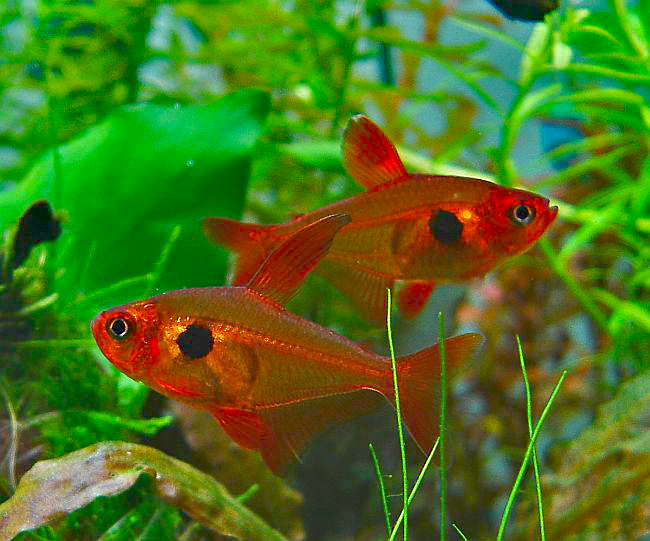
Vörös fantomlazac (Hyphessobrycon sweglesi)

A Hyphessobrycon a sugarasúszójú halak (Actinopterygii) osztályának pontylazacalakúak (Characiformes) rendjébe, ezen belül a pontylazacfélék (Characidae) családjába tartozó nem.

## Tudnivalók
A Hyphessobrycon-fajok főleg Dél-Amerika folyóiban és tavaiban találhatók meg természetes állapotban; de néhány faj Közép-Amerikában fordul elő. Sokuk közkedvelt akváriumi hal. Testméretük fajtól függően 1,7-6,9 centiméter között mozog; azonban többségük 2-4 centiméter.

## Rendszerezés
A nembe az alábbi 140 faj tartozik:
- Hyphessobrycon acaciae García-Alzate, Román-Valencia & Prada-Pedreros, 2010
- Hyphessobrycon agulha Fowler, 1913
- Hyphessobrycon albolineatum Fernández-Yépez, 1950
- amandalazac más néven tűzlazac (Hyphessobrycon amandae) Géry & Uj, 1987
- Hyphessobrycon amapaensis Zarske & Géry, 1998
- Hyphessobrycon amaronensis García-Alzate, Román-Valencia & Taphorn, 2010
- lándzsafoltú pontylazac (Hyphessobrycon anisitsi) (Eigenmann, 1907)
- Hyphessobrycon arianae Uj & Géry, 1989
- Hyphessobrycon auca Almirón, Casciotta, Bechara & Ruíz Díaz, 2004
- Hyphessobrycon axelrodi (Travassos, 1959)
- Hyphessobrycon balbus Myers, 1927
- foltosúszójú üveglazac (Hyphessobrycon bentosi) Durbin, 1908
- Hyphessobrycon bifasciatus Ellis, 1911
- Hyphessobrycon borealis Zarske, Le Bail & Géry, 2006
- Hyphessobrycon boulengeri (Eigenmann, 1907)
- Hyphessobrycon brumado Zanata & Camelier, 2010
- Hyphessobrycon cachimbensis Travassos, 1964
- Hyphessobrycon catableptus (Durbin, 1909)
- Hyphessobrycon chocoensis García-Alzate, Román-Valencia & Taphorn, 2013
- Hyphessobrycon clavatus Zarske, 2015
- Hyphessobrycon coelestinus Myers, 1929
- Hyphessobrycon columbianus Zarske & Géry, 2002
- Hyphessobrycon compressus (Meek, 1904) - típusfaj
- Hyphessobrycon condotensis Regan, 1913
- Hyphessobrycon copelandi Durbin, 1908
- Hyphessobrycon cyanotaenia Zarske & Géry, 2006
- Hyphessobrycon diancistrus Weitzman, 1977
- Hyphessobrycon diastatos Dagosta, Marinho & Camelier, 2014
- Hyphessobrycon dorsalis Zarske, 2014
- Hyphessobrycon duragenys Ellis, 1911
- Hyphessobrycon ecuadorensis (Eigenmann, 1915)
- Hyphessobrycon ecuadoriensis Eigenmann & Henn, 1914
- Hyphessobrycon eilyos Lima & Moreira, 2003
- Hyphessobrycon elachys Weitzman, 1984
- Hyphessobrycon eos Durbin, 1909
- Hyphessobrycon epicharis Weitzman & Palmer, 1997
- serpalazac (Hyphessobrycon eques) (Steindachner, 1882)
- vörösfoltos pontylazac (Hyphessobrycon erythrostigma) (Fowler, 1943)
- Hyphessobrycon eschwartzae García-Alzate, Román-Valencia & Ortega, 2013
- Hyphessobrycon fernandezi Fernández-Yépez, 1972
- lángvörös pontylazac (Hyphessobrycon flammeus) Myers, 1924
- Hyphessobrycon frankei Zarske & Géry, 1997
- Hyphessobrycon georgettae Géry, 1961
- Hyphessobrycon gracilior Géry, 1964
- Hyphessobrycon griemi Hoedeman, 1957
- Hyphessobrycon guarani Mahnert & Géry, 1987
- Hyphessobrycon hamatus Bertaco & Malabarba, 2005
- Hyphessobrycon haraldschultzi Travassos, 1960
- Hyphessobrycon hasemani Fowler, 1913
- Hyphessobrycon heliacus Moreira, Landim & Costa, 2002
- fekete neonhal (Hyphessobrycon herbertaxelrodi) Géry, 1961
- Hyphessobrycon heteresthes (Ulrey, 1894)
- Hyphessobrycon heterorhabdus (Ulrey, 1894)
- Hyphessobrycon hexastichos Bertaco & Carvalho, 2005
- Hyphessobrycon hildae Fernández-Yépez, 1950
- Hyphessobrycon igneus Miquelarena, Menni, López & Casciotta, 1980
- Hyphessobrycon iheringi Fowler, 1941
- Hyphessobrycon inconstans (Eigenmann & Ogle, 1907)
- Hyphessobrycon isiri Almirón, Casciotta & Koerber, 2006
- Hyphessobrycon itaparicensis Lima & Costa, 2001
- Hyphessobrycon jackrobertsi Zarske, 2014
- Hyphessobrycon kayabi Teixeira, Lima & Zuanon, 2014
- Hyphessobrycon khardinae Zarske, 2008
- Hyphessobrycon langeanii Lima & Moreira, 2003
- Hyphessobrycon latus Fowler, 1941
- Hyphessobrycon loretoensis Ladiges, 1938
- Hyphessobrycon loweae Costa & Géry, 1994
- Hyphessobrycon luetkenii (Boulenger, 1887)
- Hyphessobrycon maculicauda Ahl, 1936
- Hyphessobrycon mavro García-Alzate, Román-Valencia & Prada-Pedreros, 2010
- fekete fantomlazac (Hyphessobrycon megalopterus) (Eigenmann, 1915)
- Hyphessobrycon melanostichos Carvalho & Bertaco, 2006
- Hyphessobrycon melasemeion Fowler, 1945
- Hyphessobrycon melazonatus Durbin, 1908
- Hyphessobrycon meridionalis Ringuelet, Miquelarena & Menni, 1978
- Hyphessobrycon metae Eigenmann & Henn, 1914
- Hyphessobrycon micropterus (Eigenmann, 1915)
- Hyphessobrycon milleri Durbin, 1908
- Hyphessobrycon minimus Durbin, 1909
- Hyphessobrycon minor Durbin, 1909
- Hyphessobrycon moniliger Moreira, Lima & Costa, 2002
- Hyphessobrycon montagi Lima, Coutinho & Wosiacki, 2014
- Hyphessobrycon mutabilis Costa & Géry, 1994
- Hyphessobrycon negodagua Lima & Gerhard, 2001
- Hyphessobrycon nicolasi Miquelarena & López, 2010
- Hyphessobrycon niger García-Alzate, Román-Valencia & Prada-Pedreros, 2010
- Hyphessobrycon nigricinctus Zarske & Géry, 2004
- Hyphessobrycon notidanos Carvalho & Bertaco, 2006
- Hyphessobrycon ocasoensis García-Alzate & Román-Valencia, 2008
- Hyphessobrycon oritoensis García-Alzate, Román-Valencia & Taphorn, 2008
- Hyphessobrycon otrynus Benine & Lopes, 2008
- Hyphessobrycon paepkei Zarske, 2014
- Hyphessobrycon panamensis Durbin, 1908
- Hyphessobrycon pando Hein, 2009
- Hyphessobrycon parvellus Ellis, 1911
- Hyphessobrycon paucilepis García-Alzate, Román-Valencia & Taphorn, 2008
- Hyphessobrycon peruvianus Ladiges, 1938
- Hyphessobrycon peugeoti Ingenito, Lima & Buckup, 2013
- Hyphessobrycon piabinhas Fowler, 1941
- Hyphessobrycon poecilioides Eigenmann, 1913
- Hyphessobrycon procerus Mahnert & Géry, 1987
- Hyphessobrycon proteus Eigenmann, 1913
- citromlazac (Hyphessobrycon pulchripinnis) Ahl, 1937
- Hyphessobrycon pyrrhonotus Burgess, 1993
- Hyphessobrycon pytai Géry & Mahnert, 1993
- Hyphessobrycon reticulatus Ellis, 1911
- Hyphessobrycon robustulus (Cope, 1870)
- rózsalazac (Hyphessobrycon rosaceus) Durbin, 1909
- sárga fantomlazac (Hyphessobrycon roseus) (Géry, 1960)
- Hyphessobrycon rutiliflavidus Carvalho, Langeani, Miyazawa & Troy, 2008
- Hyphessobrycon saizi Géry, 1964
- Hyphessobrycon santae (Eigenmann, 1907)
- Hyphessobrycon savagei Bussing, 1967
- Hyphessobrycon schauenseei Fowler, 1926
- Hyphessobrycon scholzei Ahl, 1937
- Hyphessobrycon scutulatus Lucena, 2003
- Hyphessobrycon sebastiani García-Alzate, Román-Valencia & Taphorn, 2010
- Hyphessobrycon simulatus (Géry, 1960)
- cseresznyelazac vagy socolof pontylazac (Hyphessobrycon socolofi) Weitzman, 1977
- Hyphessobrycon sovichthys Schultz, 1944
- Hyphessobrycon stegemanni Géry, 1961
- Hyphessobrycon stramineus Durbin, 1918
- vörös fantomlazac (Hyphessobrycon sweglesi) (Géry, 1961)
- Hyphessobrycon taguae García-Alzate, Román-Valencia & Taphorn, 2010
- Hyphessobrycon takasei Géry, 1964
- Hyphessobrycon taphorni García-Alzate, Román-Valencia & Ortega, 2013
- Hyphessobrycon taurocephalus Ellis, 1911
- Hyphessobrycon tenuis Géry, 1964
- Hyphessobrycon togoi Miquelarena & López, 2006
- Hyphessobrycon tortuguerae Böhlke, 1958
- Hyphessobrycon tropis Géry, 1963
- Hyphessobrycon tukunai Géry, 1965
- Hyphessobrycon tuyensis García-Alzate, Román-Valencia & Taphorn, 2008
- Hyphessobrycon uaiso Carvalho & Langeani, 2013
- Hyphessobrycon vilmae Géry, 1966
- Hyphessobrycon vinaceus Bertaco, Malabarba & Dergam, 2007
- Hyphessobrycon wadai Marinho, Dagosta, Camelier & Oyakawa, 2016
- Hyphessobrycon wajat Almirón & Casciotta, 1999
- Hyphessobrycon weitzmanorum Lima & Moreira, 2003
- Hyphessobrycon werneri Géry & Uj, 1987